# Ниточка і кошеня
«Ниточка і кошеня» (рос. Ниточка и котёнок) — анімаційний фільм 1974 року Творчого об'єднання художньої мультиплікації студії Київнаукфільм, режисер — Валентина Костилєва.

## Над мультфільмом працювали
- Автор сценарію: Наталія Абрамова
- Режисер: Валентина Костилєва
- Художник-постановник: Н. Сапожников
- Композитор: Іван Карабиць
- Оператор: Василь Кордун
- Звукооператор: В. Антоненко
- Ляльководи: Жан Таран, Елеонора Лисицька, А. Трифонов
- Ляльки та декорації виготовили: Вадим Гахун, Я. Горбаченко, Анатолій Радченко, В. Яковенко
- Ролі озвучили: Людмила Ігнатенко, Ніна Трофимова, Володимир Коршун, Юрій Самсонов, В. Деркач
- Редактор: Світлана Куценко
- Директор картини: М. Гладкова